# سحابی اومگا
سحابی اومگا، یا با اسم‌های شناخته شدهٔ دیگرش سحابی قو یا سحابی نعل اسبی (در فهرست‌ها به عنوان مسیر ۱۷ یا M۱۷ یا NGC6618) در منطقه اچ دوم (H II) در صورت فلکی کمان قرار دارد.
سحابی اومگا بین ۵۰۰۰ الی ۶۰۰۰ سال نوری دور از زمین است و دهانهٔ آن حدود ۱۵ سال نوری قطر دارد. قطر مادهٔ میان ستارها که خود سحابی اومگا نیز بخشی از آن است ، ۴۰ سال نوری است. جرم کل سحابی اومگا ۸۰۰ برابر جرم خورشید است.
- Messier 17, SEDS Messier pages
- Messier 17 Amateur Image by  Waid Observatory
- Omega Nebula at ESA/Hubble

## نگارخانه

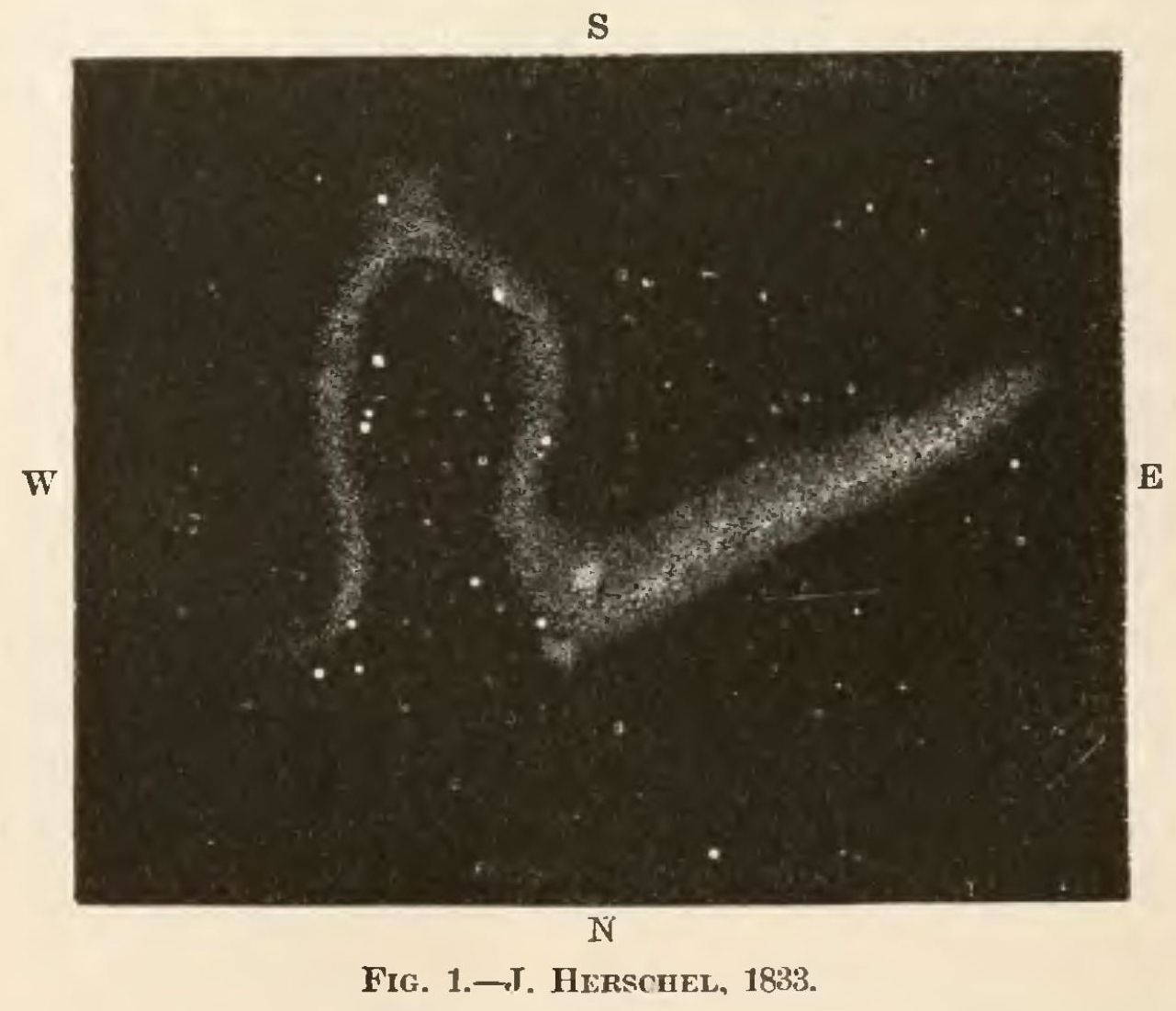
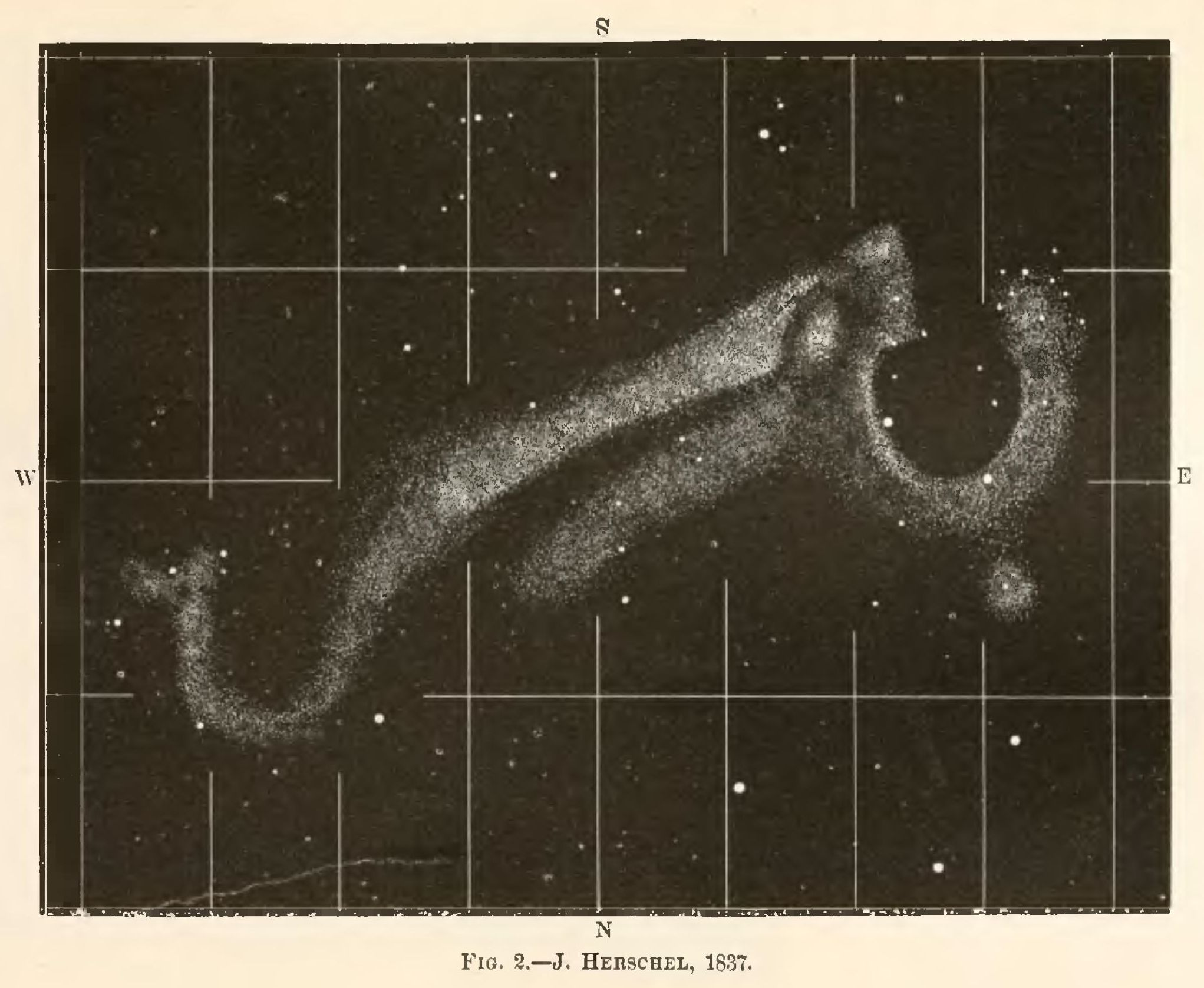
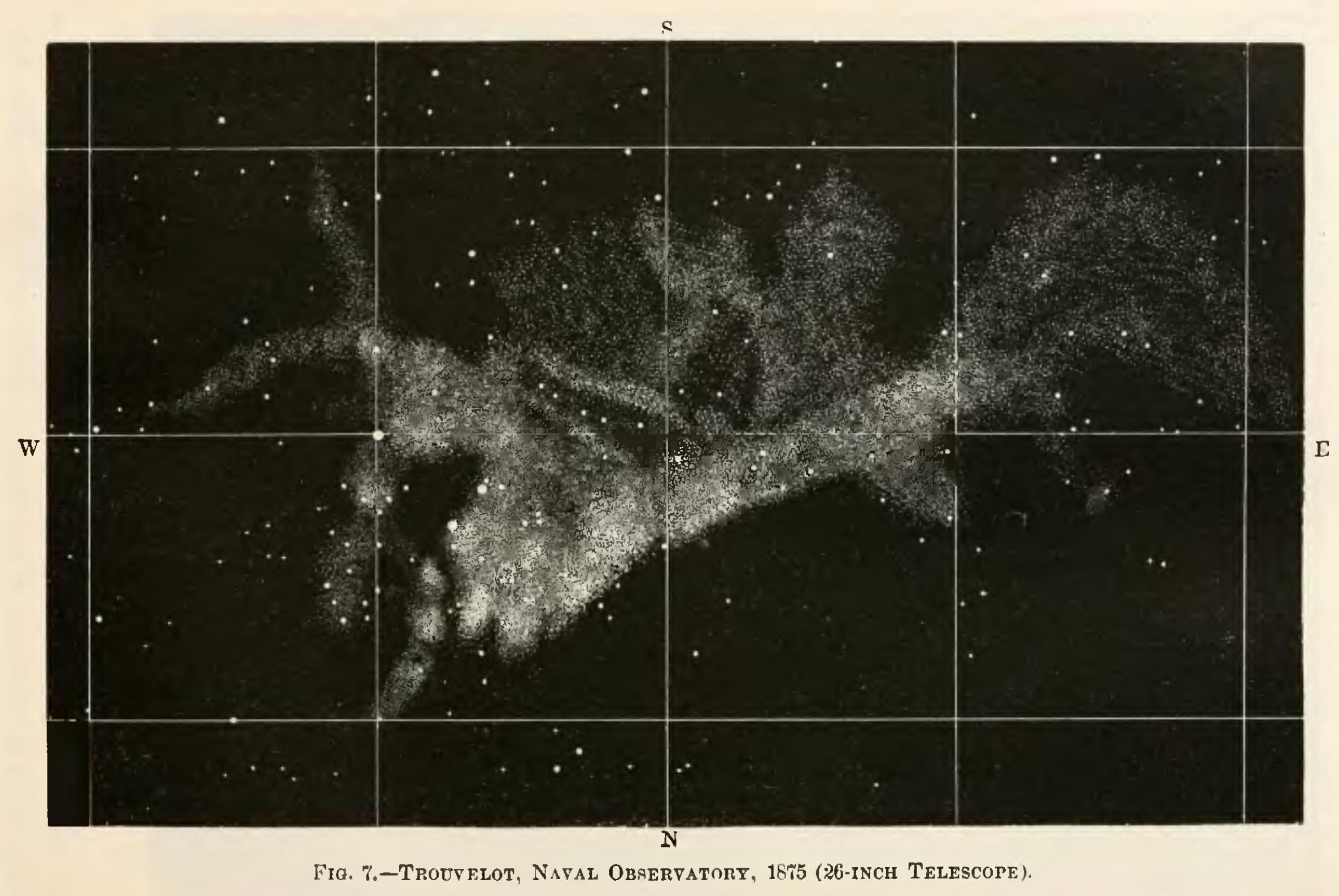